# لانگ سون
لانگ سون (به لاتین: Lạng Sơn) یک شهر در ویتنام است که در استان لانگ سون واقع شده‌است.

## خصوصیات
لانگ سون ۷۹ کیلومترمربع مساحت و ۱۴۸٬۰۰۰ نفر جمعیت دارد.